# 麥可·霍利菲爾德
麥可·凱文·霍利菲爾德（1992年11月18日—）為美國男子籃球運動員，場上位置為中鋒，現效力於以色列國家籃球聯賽拉納納馬卡比。

## 早年
霍利菲爾德在就讀高中十年級時開始接受正規籃球訓練。2010年9月30日，霍利菲爾德口頭承諾就讀萨姆休斯顿州立大学。同年11月初，霍利菲爾德完成簽署意向書。

## 職業生涯
2017年夏天霍利菲爾德披上北京东方雄鹿球衣競逐全国男子篮球联赛，場均表現為27.2分、23.6籃板、2.2阻攻。2018年NBL联赛霍利菲爾德轉戰湖南金健米业。2018年11月第十六季超級籃球聯賽開打，桃園璞園建築延攬霍利菲爾德頂替受傷的戴維斯，2018年12月霍利菲爾德被Kyle Meyer替代，留下場均11.6分、10.8籃板的數據。
2019年2月12日，東南亞職業籃球聯賽香港東方宣布霍利菲爾德加盟球隊頂替受傷的巴錫。2019年夏天霍利菲爾德重返北京雄鹿競逐NBL联赛，場均表現為25.2分、22.4籃板、1.8阻攻。9月12日，香港東方宣布霍利菲爾德續留球隊。2020年4月，據報導中国男子篮球职业联赛浙江广厦已與霍利菲爾德完成簽約，之後因CBA联赛無法復賽而回到美國。
2022年9月，霍利菲爾德以居港球員身份加入滿貫競逐香港男子甲一組籃球聯賽。2023年6月长沙湾田勇胜宣布簽下霍利菲爾德，霍利菲爾德繳出場均18.3分、15.2籃板、2.2阻攻的表現。12月6日，P. LEAGUE+新竹攻城獅宣布霍利菲爾德加盟事宜，中文登錄名為「霍立飛」。2024年8月21日，台灣職業籃球大聯盟新竹御嵿攻城獅宣布與霍利菲爾德完成續約。2025年3月13日，新竹御嵿攻城獅宣布與霍利菲爾德達成離隊協議，本季出賽11場繳出場均7.6分、10.3籃板的成績。3月15日，以色列國家籃球聯賽拉納納馬卡比簽下霍利菲爾德。

## 外部連結
- 麥可·霍利菲爾德在fiba.basketball（英语）
- 麥可·霍利菲爾德在NBA G聯盟（英语）
- 麥可·霍利菲爾德在P. LEAGUE+
- 麥可·霍利菲爾德在台灣職業籃球大聯盟
- 麥可·霍利菲爾德在Basketball-Reference.com（NBA）（英语）
- 麥可·霍利菲爾德在Basketball-Reference.com（NBA G聯盟）（英语）
- 麥可·霍利菲爾德在Basketball-Reference.com（國際）（英语）
- 麥可·霍利菲爾德在Sports-Reference.com（NCAA）（英语）
- 麥可·霍利菲爾德在Eurobasket.com（球員）（英语）
- 麥可·霍利菲爾德在RealGM（英语）
- 麥可·霍利菲爾德在Proballers（英语）
- 麥可·霍利菲爾德在Flashscore（英语）